# Herse (technique)
Pour les articles homonymes, voir Herse.

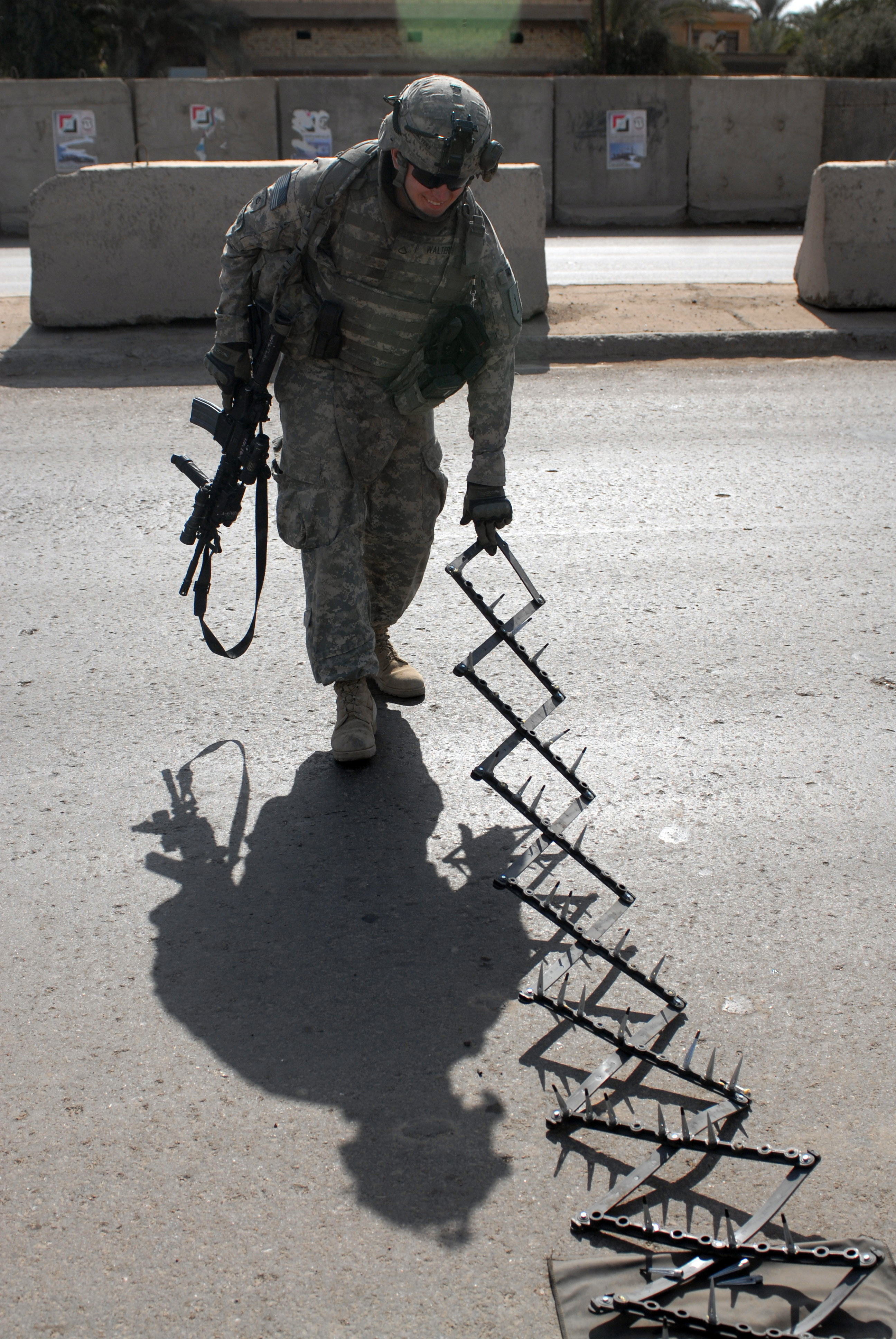
Militaire mettant en place une herse.

La herse est un instrument hérissé de pointes verticales (sur le modèle d'une herse agricole renversée) que militaires, douaniers ou agents de police peuvent au besoin placer en travers de la route pour créer un barrage routier ou fermer un poste de douane. Si un véhicule force le passage, ses pneumatiques sont crevés, ce qui le force à s'arrêter.

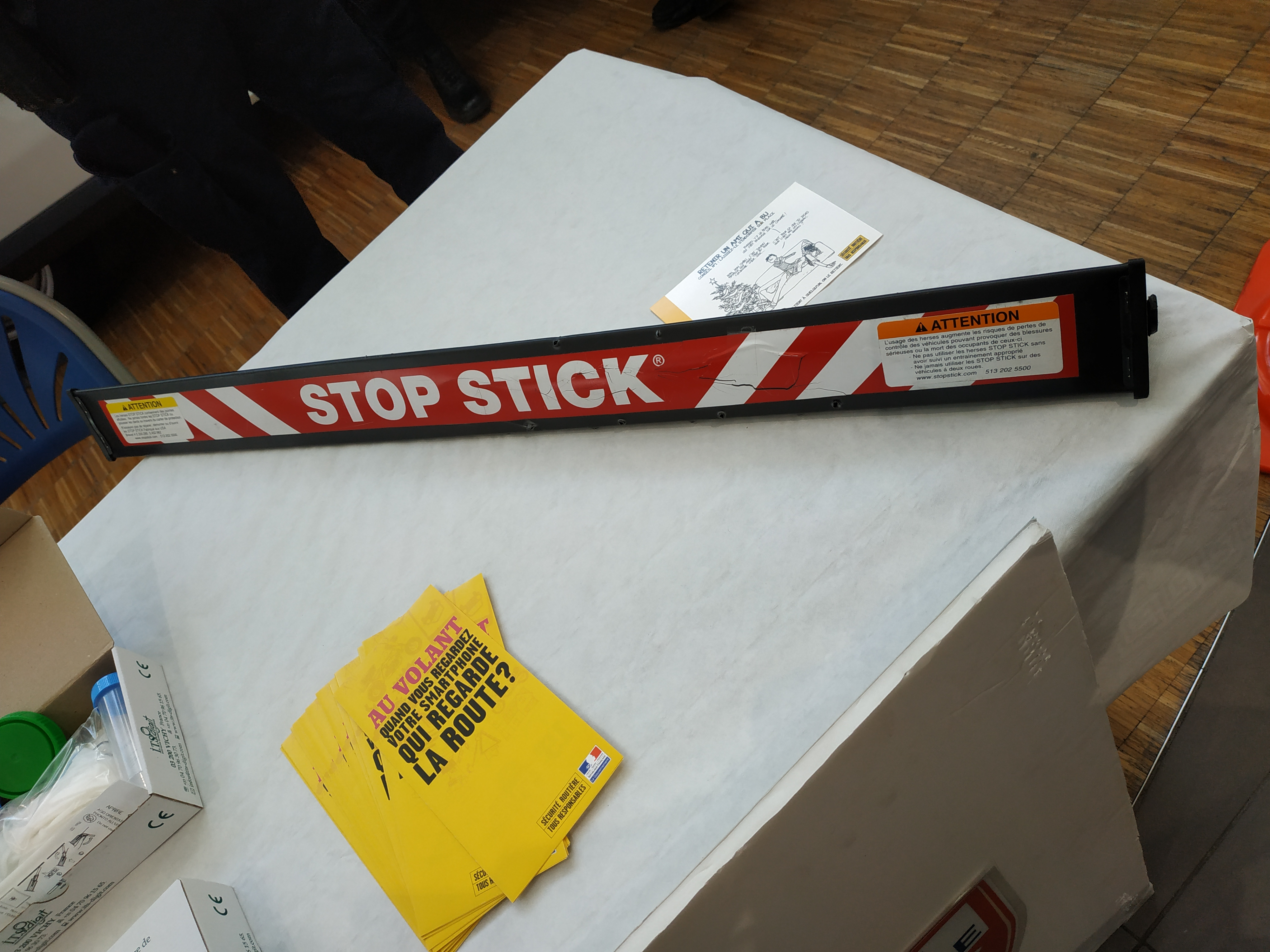
Barre d'interpellation Stop Stick®.

Il existe des « barres d'interpellation Stop Stick® » qui peuvent être tenues en main, les pointes étant protégées par un emballage qui s'écrase sous le poids du véhicule. Les pointes sont creuses, ce qui assure un dégonflage progressif des pneus et limite ainsi le risque d'éclatement.